# Isak Bjerkebo
Isak Bjerkebo (19 gennaio 2003) è un calciatore svedese, centrocampista del Sirius.

## Carriera

### Club
Cresciuto nel settore giovanile di Hässleholms IF e Malmö FF, nel 2022 è stato acquistato dal Kalmar dove ha iniziato la carriera professionistica; ha debuttato con i biancorossi il 10 luglio nell'incontro di prima divisione svedese perso 1-0 contro l'AIK ed ha segnato il suo primo gol il 14 agosto contro il Djurgården. Nella seconda metà del 2023 è stato ceduto in prestito allo Skövde AIK dove ha giocato con maggior frequenza in Superettan, la seconda divisione svedese.
Nel 2024 è stato acquistato a titolo definitivo dal Varberg, con cui ha disputato un'annata da protagonista in seconda divisione segnando 11 reti in 30 incontri; l'anno successivo è tornato in massima divisione firmando con il Sirius.

### Nazionale
Ha giocato con la nazionale svedese Under-16.

## Statistiche

### Presenze e reti nei club
Statistiche aggiornate al 6 luglio 2025.
| Stagione        | Squadra         | Campionato      | Campionato | Campionato | Coppe nazionali | Coppe nazionali | Coppe nazionali | Coppe continentali | Coppe continentali | Coppe continentali | Altre coppe | Altre coppe | Altre coppe | Totale | Totale | Totale |
| Stagione        | Squadra         | Comp            | Pres       | Reti       | Comp            | Pres            | Reti            | Comp               | Pres               | Reti               | Comp        | Pres        | Reti        | Pres   | Reti   |        |
| --------------- | --------------- | --------------- | ---------- | ---------- | --------------- | --------------- | --------------- | ------------------ | ------------------ | ------------------ | ----------- | ----------- | ----------- | ------ | ------ | ------ |
| 2022            | Kalmar          | A               | 10         | 1          | CS+CS           | 0+1             | 0+2             | -                  | -                  | -                  | -           | -           | -           | 11     | 3      |        |
| 2023            | Kalmar          | A               | 2          | 0          | CS+CS           | 3+0             | 1+0             | -                  | -                  | -                  | -           | -           | -           | 5      | 1      |        |
| 2023            | Skövde AIK      | S1              | 20         | 5          | CS+CS           | 0               | 0               | -                  | -                  | -                  | -           | -           | -           | 20     | 5      |        |
| 2024            | Varberg         | S1              | 30         | 11         | CS+CS           | 3+4             | 2+0             | -                  | -                  | -                  | -           | -           | -           | 37     | 13     |        |
| 2025            | Sirius          | A               | 13         | 1          | CS+CS           | 0               | 0               | -                  | -                  | -                  | -           | -           | -           | 13     | 1      |        |
| Totale carriera | Totale carriera | Totale carriera | 74         | 18         |                 | 11              | 5               |                    | -                  | -                  |             | -           | -           | 85     | 23     |        |